# Lycaena mangoensis
Lycaena mangoensis är en fjärilsart som beskrevs av Butler 1884. Lycaena mangoensis ingår i släktet Lycaena och familjen juvelvingar. Inga underarter finns listade i Catalogue of Life.